# International Institute for Management Development
El International Institute for Management Development, o IMD, es una de las más importantes escuelas de negocios del mundo, su campus se encuentra en la ciudad de Lausana a orillas del lago Leman (también denominado Lago Ginebra) en Suiza. IMD fue fundada en 1990 a partir de la fusión de dos centros independientes de educación ejecutiva creados por Alcan y Nestlé: IMI Ginebra (1946) y IMEDE Lausana (1957), respectivamente. La escuela posee fuertes vínculos con un amplio espectro de empresas europeas, sirviendo de punto de encuentro de ejecutivos de todo el mundo.
IMD ha sido organizado como una escuela de negocios con el solo propósito de ofrecer educación ejecutiva; IMD es un instituto universitario acreditado por la Agencia Suiza de Acreditación Universitaria y cuenta con un cuerpo multidisplinario de profesores. El cuerpo docente se compone de 50 miembros con dedicación completa, que provienen de 22 países, y poseen un conjunto amplio y diverso de experiencia ya que si bien algunos provienen del ámbito académico otros poseen un rico curriculum trabajando en la industria y empresas. El Presidente actual es Jean-François Manzoni, quien ha sucedido a Dominique Turpin, John R. Wells y Peter Lorange. Lorange dirigió la escuela desde 1993 hasta el 2008 y es reconocido por haber llevado el instituto hasta su posición de liderazgo entre las escuelas de negocio a nivel mundial
.
IMD asigna gran importancia al desarrollo y mejoramiento de las habilidades generales para la gestión y gerenciamiento. En el IMD se seleccionan candidatos experimentados tanto para el MBA (con edades promedio de 31 años) y para el EMBA (edad promedio 39 años). Otro aspecto que se enfatiza es constituir un grupo internacional muy amplio de participantes, donde no prime ninguna nacionalidad en particular. Cada año, unos 8,000 ejecutivos, que representan más de 98 nacionalidades, concurren a los múltiples programas que se ofrecen y desarrollan en el IMD.
En los años 2012, 2013, 2014, 2015 y 2016, el IMD fue evaluado primero a nivel mundial por sus programas abiertos de educación ejecutiva, por el Financial Times.

## Programas
Además de los programas de educación ejecutiva de excelencia que ofrece el IMD, se invierte un importante esfuerzo en la realización de actividades de investigación relacionadas con el mundo de la gestión de empresas. El IMD posee una serie de programas abiertos de educación ejecutiva, un programa MBA y un programa de MBA Ejecutivo, como también una serie de programas diseñados a medida para distintas empresas.

### Programas abiertos de educación ejecutiva
IMD posee más de 20 Programas abiertos de educación ejecutiva, que han sido diseñados para cubrir las necesidades de los ejecutivos en las distintas etapas y desafíos que enfrentan en sus carreras profesionales. Los programas, que se basan en las actividades de investigación que desarrolla el IMD, proveen un contenido estimulante con gran énfasis en el desarrollo de capacidades de liderazgo y adquisición de nuevas habilidades.

### MBA
El MBA (Master in Business Administration) del IMD se destaca por ser extremadamente internacional con hasta 90 participantes de más de 30 nacionalidades. El programa posee una duración de 11 meses. Los graduados son preparados para hacer frente a complejas situaciones del mundo de los negocios como también en el desarrollo y maduración de capacidades de liderazgo necesarias para gestionar la obtención de resultados mediante la integración del trabajo de otros.

### MBA Ejecutivo (EMBA)
El programa EMBA está muy orientado a la práctica, y se estructura en seis módulos conectados por actividades de educación a distancia. La clase posee unos 60 miembros.
Durante los dos primeros módulos, los participantes cubren temas básicos sobre el desarrollo de negocios mediante la realización del Programa para el Desarrollo de Ejecutivos del IMD (PED). Luego los participantes trabajan durante un año en la elaboración de informes y evaluaciones que cubren las principales funciones de un negocio, aunque directamente aplicado a resolver situaciones de la empresa de donde viene cada alumno. Durante este año ellos comparan diversas formas de realizar negocios en distintos sitios mediante vistas a Silicon Valley, Shanghái, Dublín y Bucarest. Los participantes del EMBA proviene de un amplio espectro de nacionalidades, culturas y empresas e industrias, y todos ellos son gerentes con una sólida experiencia internacional.
En general una clase de EMBA posee ejecutivos de unas 20 nacionalidades, que hablan entre 15 a 20 idiomas, representando a unas 25 industrias. La edad de los participantes se encuentra en el rango 34 a 50 años.

### Programas y actividades para empresas específicas
Los programas para empresas del IMD se diseñan a medida de los requerimientos específicos de las distintas empresas, enfocándose en aquellos temas que resulten de mayor importancia o prioridad según el caso. Estos programas ayudan a las empresas en la adquisición de nuevas capacidades y para encarar la resolución de los desafíos que enfrentan en sus áreas de negocios. Los programas incorporan un cierto grado de formalismo académico junto con una fuerte impronta en la implementación de acciones y planes concretos diseñados para un máximo impacto en cuanto a las actividades de aprendizaje y su utilidad en los negocios.
En 2005, el IMD diseñó y llevó a cabo 120 programas específicos para 90 empresas. Durante los últimos 5 años sus programas para empresas han sido evaluados entre los mejores según la encuesta que realiza el Financial Times Global Survey of Executive Education.

## Evaluación independiente
Los programas del IMD han sido evaluados con altas marcas por una serie de importantes publicaciones del mundo de los negocios, que regularmente comparan las características, prestaciones y conformidad de los alumnos de las principales escuelas de negocios del mundo.
Los resultados de las evaluaciones más recientes han sido:
- QS Global 200 Business Schools Report[4]
  - 2009:5.º en Europa
- Financial Times - "Ranking of the Rankings" combina los resultados de los principales rankings de MBA (años alternados):
  - 2007: #1 en Europa e Internacional
- Financial Times - Educación Ejecutiva: programa sin grado:
  - 2009: #1 fuera de EE. UU. y #2 a nivel mundial
  - 2008: #1 Europa programas de inscripción abierta
  - 2008: #1 Europa cursos a medida
  - 2008: #1 Global para rankings combinados de inscripción abierta y cursos a medida
  - 2012, 2013, 2014, 2015, 2016, 2017, 2018, 2019 y 2020: #1 a nivel mundial programas de inscripción abierta
- The Economist - MBA, Evaluación basada en la opinión de participantes actuales y egresados sobre oportunidades en su carrera profesional; desarrollo personal & experiencia educativa; incremento del salario; y potencial para relacionarse:
  - 2008: # 1 Global
- Business Week - MBA, Evaluación basada en la opinión de egresados (alumni) MBA y reclutadores que los contratan (años alternados):
  - 2006: #4 entre escuelas de negocios fuera de EE. UU.
- Wall Street Journal - MBA, Evaluación basada en la opinión de reclutadores sobre su percepción de los graduados de la escuela y los servicios de soporte a la carrera:
  - 2007: #2 Internacional
- Forbes - MBA, Evaluación basada en la opinión de egresados midiendo el retorno sobre la inversión realizada (años alternados):
  - 2007: #1 entre los programas de un año de duración